# 부평문화로
부평문화로(富平文化路)는 인천광역시 부평구 부평동 부원중학교와 부개동 부평농협 앞을 잇는 도로이다.

## 역사
2010년 2월까지 이 도로는 수레마당길, 문화의 거리, 해물탕거리, 동중길로 나뉘어 있었다. 그해 3월에 새주소가 개정되자 이들 도로를 부평문화로로 통합하였다.

## 경유지
부원중학교 - 롯데백화점 부평점 - 부평 문화의 거리 - 시장로터리 - 부평 해물탕 거리 - 스위트홈주상복합 - 부개2파출소 - 동수천로교차로 - kt부개빌딩 - 부개삼성아파트